# Васа Јагазовић
Васа Јагазовић (Осијек, 1. јануар 1826 – Нови Сад, 27. фебруар 1890) био је српски трговац и добротвор.

## Биографија
Васа Јагазовић рођен је у Осијеку 1. јануар 1826. Живео је у у Дреновцима, у Славонији где се бавио трговином. Заједно са супругом преселио се у Нови Сад. Брачни пар није имао потомака те су се посветили помагању и унапређивању Матице српске и Српског народног позоришта. У периоду од 1887. до 1888. био је потпредседник Матице српске. Године 1883. са 35.000 форинти основали су Фонд Васе и Саранфиле Јагазовића за помагање српске деце која се уче у ратарским, занатлијским или трговачким школама. Овим фондом је управљала Матица српска која је и сама добила 140.000 круна. У тестаменту састављеном 1886. године, Васа и његова супруга заветовали су 50 форинти годишње за глумачки мировински фонд.
Васа је преминуо 27. фебруара 1890. године и сахрањен је на Алмашком гробљу у Новом Саду.

## Референца
1. ↑  „NARODNA ENCIKLOPEDIJA SRPSKO-HRVATSKO-SLOVENAČKA” (PDF). BIBLIOGRAFSKI ZAVOD D. D. ZAGREB. Приступљено 10. децембар 2024.
2. ↑  „ЈАГАЗОВИЋ Васа | Енциклопедија Српског народног позоришта” (на језику: енглески). Приступљено 2024-12-09.